# Hymenia avunculalis
Hymenia avunculalis là một loài bướm đêm trong họ Crambidae.